# 蔡顺 (足球运动员)
蔡顺（1991年2月1日—），中国足球运动员，司职后卫。

## 职业生涯
蔡顺早年进入山东鲁能足校。2007年在武汉举行的六城会中，蔡顺作为武汉男足主力随队夺冠。2010年从山东鲁能足校转入杭州绿城青年队，后多次入选国青队名单。2011年租借至家乡球队湖北武汉中博参加中甲联赛。2012赛季代表杭州绿城征战半个赛季中超联赛后在二次转会期间正式转会至武汉卓尔。
2016赛季蔡顺加盟海南首只职业球队海口博盈征战中乙联赛。